# 扁吻半丘油鯰
扁吻半丘油鯰（學名：Hemisorubim platyrhynchos），為輻鰭魚綱鯰形目長鬚鯰科的其中一種，分布於南美洲亞馬遜河、馬羅尼河、奧里諾科河及巴拉那河流域，本魚體延長呈圓柱形，頭部扁平，體色為鐵灰色，腹部銀白色，體側具有7個黑色圓斑，具2個背鰭，尾鰭叉形，上葉較長，背鰭及尾鰭具有黑色圓點排列，體長可達52.5公分，棲息在水流緩慢、沙泥底質的深河底，屬肉食性，以魚類及無脊椎動物等為食，罕見，可作為食用魚、觀賞魚，觀賞魚界俗稱七星鴨嘴。